# Macairea parvifolia
Macairea parvifolia är en tvåhjärtbladig växtart som beskrevs av George Bentham. Macairea parvifolia ingår i släktet Macairea och familjen Melastomataceae. Inga underarter finns listade i Catalogue of Life.